# Union Mons-Hainaut
 (juillet 2024).
Si vous disposez d'ouvrages ou d'articles de référence ou si vous connaissez des sites web de qualité traitant du thème abordé ici, merci de compléter l'article en donnant les références utiles à sa vérifiabilité et en les liant à la section « Notes et références ».
L'Union Mons-Hainaut est un club belge de basket-ball basé à Mons (Belgique). Le club évolue en première division depuis 1990 et en BNXT League depuis la fusion en 2021.

## Histoire

### Noms successifs
- Union Saint-Joseph Quaregnon (USJ Quaregnon)
- Belgacom Quaregnon
- Belgacom Quaregnon-Mons
- Telindus Union Mons-Hainaut (1998-2001)
- Dexia Mons-Hainaut (2001-2012)
- Belfius Mons-Hainaut (2012-2024)
- Union Mons-Hainaut (2024-)

## Palmarès
| Compétitions nationales | Compétitions internationales        |
| --- | ----------------------------------- |
| Championnat de Belgique : - Vice-champion : 2006, 2009, 2011, 2015, 2020, 2021 Coupe de Belgique : - Vainqueur : 2006, 2011 - Finaliste : 2008 | FIBA EuroCoupe : - Finaliste : 2008 |

### Bilan par saison
- 1999-2000 - 5e
- 2000-2001 - 4e
- 2001-2002 - 4e
- 2002-2003 - 2e
- 2003-2004 - 5e
- 2004-2005 - 3e
- 2005-2006 - 2e
- 2006-2007 - 6e
- 2007-2008 - 4e
- 2008-2009 - 2e
- 2009-2010 - 6e
- 2010-2011 - 3e

## Personnalités du club

### Entraîneurs
Les tableaux suivant présentent la liste des entraîneurs du club depuis 1986.
| Rang | Nom                       | Période   |
| ---- | ------------------------- | --------- |
| 1    | André Barbieux            | 1986-1991 |
| 2    | Michel Voituron           | 1991-1993 |
| 3    | Julien Marnegrave         | 1993-1999 |
| 4    | Yves Defraigne (nl)       | 1999-2004 |
| 5    | Jurgen Van Meerbeeck (nl) | 2004-2005 |
| 6    | Nikša Bavčević (nl)       | 2005-2007 |
| 7    | Christopher Finch         | 2007-2009 |

| Rang | Nom                             | Période   |
| ---- | ------------------------------- | --------- |
| 8    | Arik Shivek                     | 2009-2012 |
| 9    | Yves Defraigne (nl)             | 2012-2017 |
| 10   | Frank De Meulemeester (intérim) | 2017      |
| 11   | Daniel Goethals                 | 2017-2019 |
| 12   | Vedran Bosnić (nl)              | 2019-2025 |
| 13   | Frank De Meulemeester           | 2025-     |